# Municipio de Zacualpan (Estado de México)
El Municipio de Zacualpan es uno de los 125 municipios que para su régimen interno, conforman el Estado Libre y Soberano de México. Su cabecera municipal se ubica en el poblado de Real de Minas Zacualpan. 
Su cabecera fue primer centro minero más antiguo del continente, motivo por el cual es conocido por su actividad minera aún muy presente en la vida cotidiana.
Zacualpan se encuentra en la parte sur del Estado de México, a 40 minutos del Pueblo Mágico de Ixtapan de la Sal, 1 hora 50 minutos de la capital del estado Toluca y a 2 horas y media de la Ciudad de México. El pueblo fue nombrado "Pueblo con Encanto" el 14 de noviembre del 2008, debido a la actividad minera, las construcciones coloniales y el paisaje circundante.

## Geografía

### Localización
Zacualpan limita al norte con los municipios de Almoloya de Alquisiras y Coatepec Harinas, al oriente con Ixtapan de la Sal, y el municipio de Pilcaya (Estado de Guerrero), al poniente con Sultepec, al sur con Pilcaya, Tetipac y Pedro Ascencio de Alquisiras (Estado de Guerrero).

### Extensión Territorial
Cuenta con una superficie de 301.47 km² ocupando el puesto número 24° y el 1.35% de la superficie total de Estado de México.
Debido a la morfología del municipio, las tierras destinadas a la agricultura se dividen en dos categorías principales: las de riego, que son escasas debido a las dificultades para desarrollar una infraestructura organizada; en este sentido, solo se dispone de una en la zona de Piedra Parada, que pertenece a varios ejidos. Por otro lado, las tierras de temporal no son extensas debido a la topografía abrupta del terreno, limitándose a áreas perimétricas en los pueblos de origen prehispánico y algunas zonas de lomeríos, penillanuras o llanuras.

### Clima
La topografía del municipio, se experimenta un clima templado en las zonas elevadas y extremoso en las áreas más bajas. Las cuatro estaciones del año se manifiestan con diferencias notables en las precipitaciones, siendo más abundantes durante la primavera y el verano. En otoño e invierno, las temperaturas son comparativamente similares, con bajas temperaturas que nunca alcanzan grados bajo cero en la mitad del invierno.
La temperatura media anual en el oriente y centro del municipio es de 18 °C, mientras que en el poniente es más elevada. Las lluvias comienzan a fines de mayo o principios de junio y finalizan en los primeros días de octubre. La humedad absoluta alcanza su punto máximo en verano y su mínimo en invierno. En relación con las heladas, son poco frecuentes, aunque en 1996 se registró una helada en los planes Vista Hermosa y Apetlahuacán que afectó los cultivos de esa temporada, especialmente la caña.

### Recursos naturales
En esta región, la minería ha sido el principal medio de vida desde la Conquista Española. Las principales regiones metalúrgicas incluyen las minas de Ayotuxco, Cerro de la Canal, San Jerónimo, Cerro de Amotitlán, Teocaltzingo, Mamatla, El Alacrán, Cerro de Santa Ana, Esperanza y Tetzicapán. Los minerales metálicos predominantes son oro, plata, cobre, plomo y zinc. Zacualpan es conocido por sus vetas de plata, que contienen plata nativa y en sulfuros como argentita y aezintita.

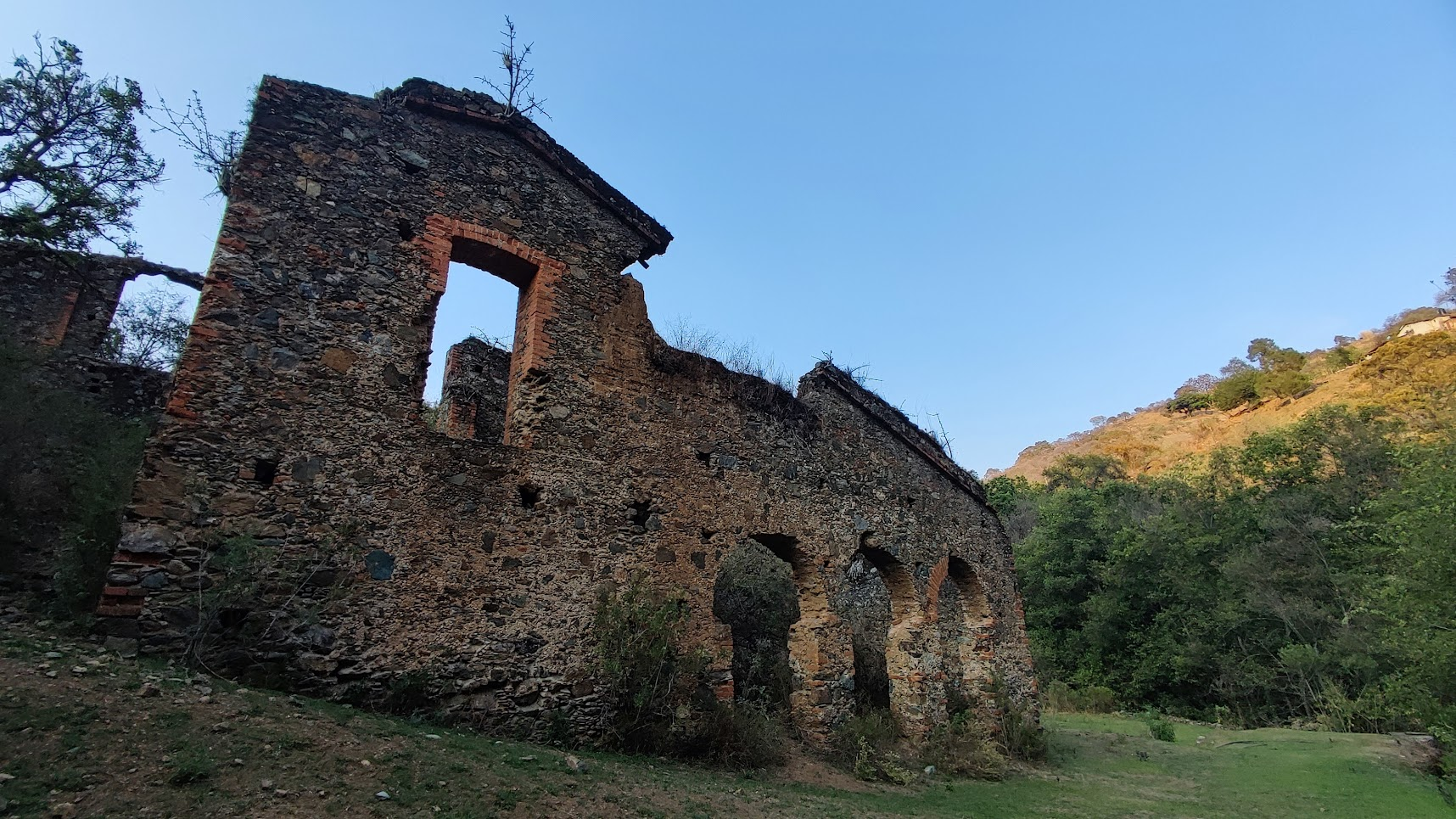
Exhacienda La Cadena

La explotación minera actual en Zacualpan está a cargo de la Compañía Minera El Porvenir de Zacualpan, S.A. de C.V., utilizando la técnica de tumbre sobre carga. Las cantidades enviadas a la planta de fundición en 1997 fueron:
- Oro: 6.0 Kg.
- Plata: 16,270.1 Kg.
- Plomo: 440,000 Kg.
- Zinc: 926.5 Ton.

Además de los minerales metálicos, se han explotado minerales no metálicos desde la antigüedad, como los carbonosos en Huizoltepec, salmueras en Mamatla, Ixtayotla y Teocaltzingo, y vetillas con sulfato de estroncio y sulfato de bario. También se han identificado depósitos de arcilla de calidad para cerámica en lugares como el coalín en Mamatla y Los Jarillos.
La explotación de depósitos de caliza se encuentra en Huizoltepec, El Fresno y río Florido, destinada exclusivamente para uso doméstico, pero podría procesarse para la construcción. Además, hay bancos de cantera rosa para construcción en Piedra Parada, Piedra Grande, Tepextitla y Tres Cruces. Recientemente, se han encontrado bancos de arena, como el explotado en El Despoblado.

### Fauna
El municipio ha experimentado cambios debido a la caza desmedida y otras acciones humanas. A pesar de la extinción de algunas especies, en la sierra aún se encuentran animales como ardillas, conejos, coyotes, gatos monteses, liebres, mapaches, perros de aguas, tejones, tlacuaches, hurones, venados, zorrillos y otras especies menores.
En el pasado, en los montes de Mamatla había pumas y trigrillos, pero en la actualidad ya no están presentes. Entre las variedades de aves se destacan águilas, gavilancillos, zopilotes, auras, cuervos, quebrantahuesos, chachalacas, tecolotes, lechuzas, gallinas monteses, patos, garzas, zenzontles, palomas, tórtolas, carpinteros, pájaros huis, vaqueros, hurracas, tordos, chuparosas, pájaros mulatos, correcaminos, huilotas, calandrias, gorriones, ruiseñores y otras.En cuanto a los reptiles, se encuentran escorpiones, alicantes, iguanas, víboras de cascabel, camaleones, varias especies de lagartijas, chintetes, sapos, ranas y tlaconetes. En la categoría de peces, se incluyen mojarras, carpas, tilapias y lobinas. También hay gasterópodos como caracoles terrestres, anillados como sanguijuelas, lombrices y gusanos, arácnidos como tarántulas, arañas, alacranes vinagrillo, ciempiés y otras variedades, crustáceos como cangrejos y cochinillas, así como más de 31 especies de insectos, cuatro especies de hormigas y jumiles (insecto comestible).
La fauna doméstica incluye gallinas, guajolotes, burros, caballos, cabras, borregos, vacas, pichones, patos, gansos, perros, gatos, entre otros.

## Denominación y toponimia
Zacualpan, se deriva de las palabras en náhuatl, tzacualli, lo que tapa, oculta o encierra algo y pan, en o sobre. Se debe de tomar en cuenta que los nombres en náhuatl que le daban a sus pueblos, eran eminentemente toponímicos, es decir, lo aplicaban según las peculiaridades topográficas, hidrológicas, geológicas, geográficas, zoológicas, etc. Por lo siguiente se debe de basar en las características y funciones que tuvo el Zacualpan prehispánico, este fue un lugar de frontera o puerta de entrada y salida a Couixcatlalpan por lo tanto significa: "Lugar en donde se ocultan o guardan objetos valiosos".
En náhuatl, tzacualli significa "pirámide", y -pan "en / sobre"; como construcción locativa, tzacualpan significa "sobre la pirámide", y como topónimo, "lugar sobre el cual hay (una) pirámide(s)", "donde hay (una) pirámide(s)". 
Citando a Cecilio Robelo (Nombres geográficos indígenas del Estado de Mexico: estudio crítico etimológico): "Tzacualpan se compone, en mexicano, de tzacualli, lo que tapa, oculta ó encierra algo; derivado de tzacua, "tapar o cerrar algo" (P. Molina,) y de pan, en; y literalmente significa: "En el encerradero o tapadero." Los nahoas construían montículos en forma de conos, de pirámides, de torres, etc., y los dejaban huecos para encerrar joyas, ídolos, objetos del culto y á veces cadáveres. A estos montículos huecos llamaban tzacualli. Algunos de estos tzacualli, eran construidos, desde su base, con piedra y argamasa y les daban generalmente la forma de pirámides con escalones, tlamamatlatl, en todas ó en algunas de sus caras; y en el jeroglífico de éstos ponían al lado de la pirámide un brazo, para significar la obra de mano que habían empleado, y para distinguirlos de los otros tzacualli, que formaban aprovechando un cerro ó montecillo natural. A los pueblos situados en torno de la pirámide, tzacualli, cuando éstos no tenían un nombre propio, como Teotihuacan, Cholula, Xochicalco, etc., les daban el nombre genérico de Tzacualpan, y por eso hay tantos pueblos en la República que llevan el nombre de Zacualpan."

## Historia

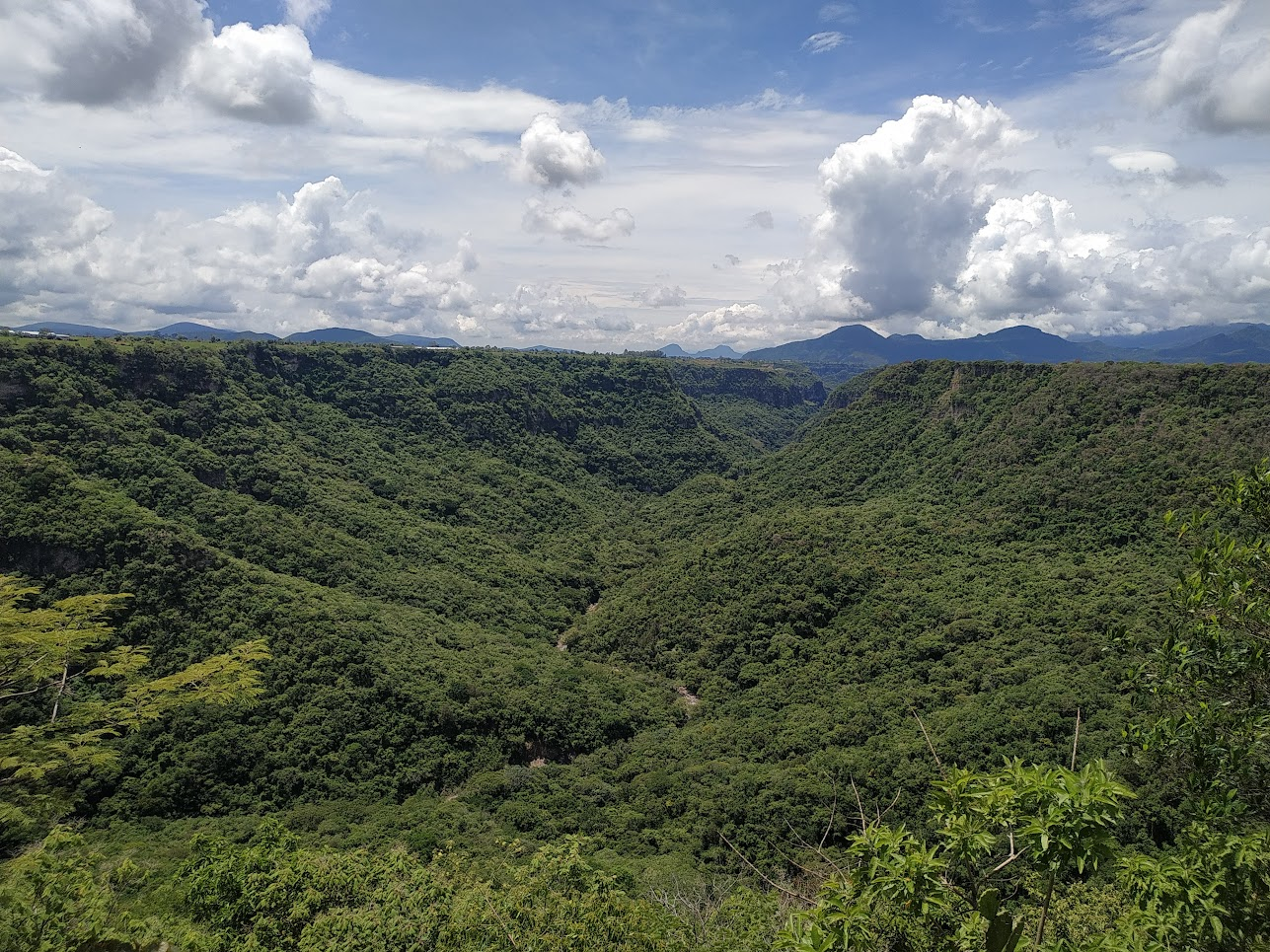
Barranca de Malinaltenango

La historia del municipio de Zacualpan es muy amplia.  En el Pleistoceno había en la región de Zacualpan, pantanos donde habitaban mastodontes y otros animales de la época. Quizá el hombre como cazador nómada o establecido haya vivido tras este tipo de presas en el actual territorio del sur del Estado de México.
El municipio de Zacualpan, tiene una historia rica que se remonta al período Cretásico inferior, con suelos pantanosos y selvas ribereñas hace 10,000 a 14,000 años. En el siglo XII, los couixcas llegaron a la región, encontrando a chontales y mazatecas establecidos. A lo largo de los siglos, los couixcas, matlazincas, chontales y mazatecos coexistieron, estableciendo señoríos como Zacualpan, Teocaltzingo y otros.

### Época Prehispánica
La historia de la población del municipio inicia en el siglo XII en el cual llegaron a su territorio los couixcas, que eran tribus mexicas procedentes del norte del país. Estas tribus eran capitananeadas por Malinali Xóchitl, fundaron varios señoríos confederados y encontraron algunos grupos ya establecidos de mazatecos y chontales.
En el siglo XV a los mexicas aquí establecidos y en toda la tierra de los metales (así era conocida la parte sur del Estado de México por su abundancia en yacimientos de plata y oro), eran conocidos como couixicas (tapaviboras). en 1453 los mexicas del altiplano con el ejército de la triple alianza formado por México-Tenochtitlán, Tlacopan y Texcoco, sojuzgaron a los couixcas de Zacualpan y señoríos vecinos. Fundaron México-Zacualpan y la antugua confederación de señoríos pasaron a ser federación encabezados por Zacualpan.
Durante la invasión de la Triple Alianza en el siglo XV, los couixcas fueron sometidos. El primer contacto con los españoles ocurrió en 1519, explorando las minas de oro. En 1521, los couixcas se sometieron a los españoles, y Zacualpan se convirtió en un centro minero con la fundación del Real de Minas.

### Época de la Conquista y Colonia Española
En el siglo XVI, sobreviene la conquista española entrando a esta región por primera vez la expedición capitaneada por Gonzalo de Umbría que iba a reconocer el puerto de Zacatula y sus yacimientos de oro, esto sucedió a finales de 1519.
En 1520 entraron soldados españoles, tlaxcaltecas y tlahuicas con Andrés Tapia y 100 españoles a caballo; inmediatamente después entró a esta región otra expedición de españoles capitaneados por Gonzalo de Sandoval con una multitud de indígenas aliados.

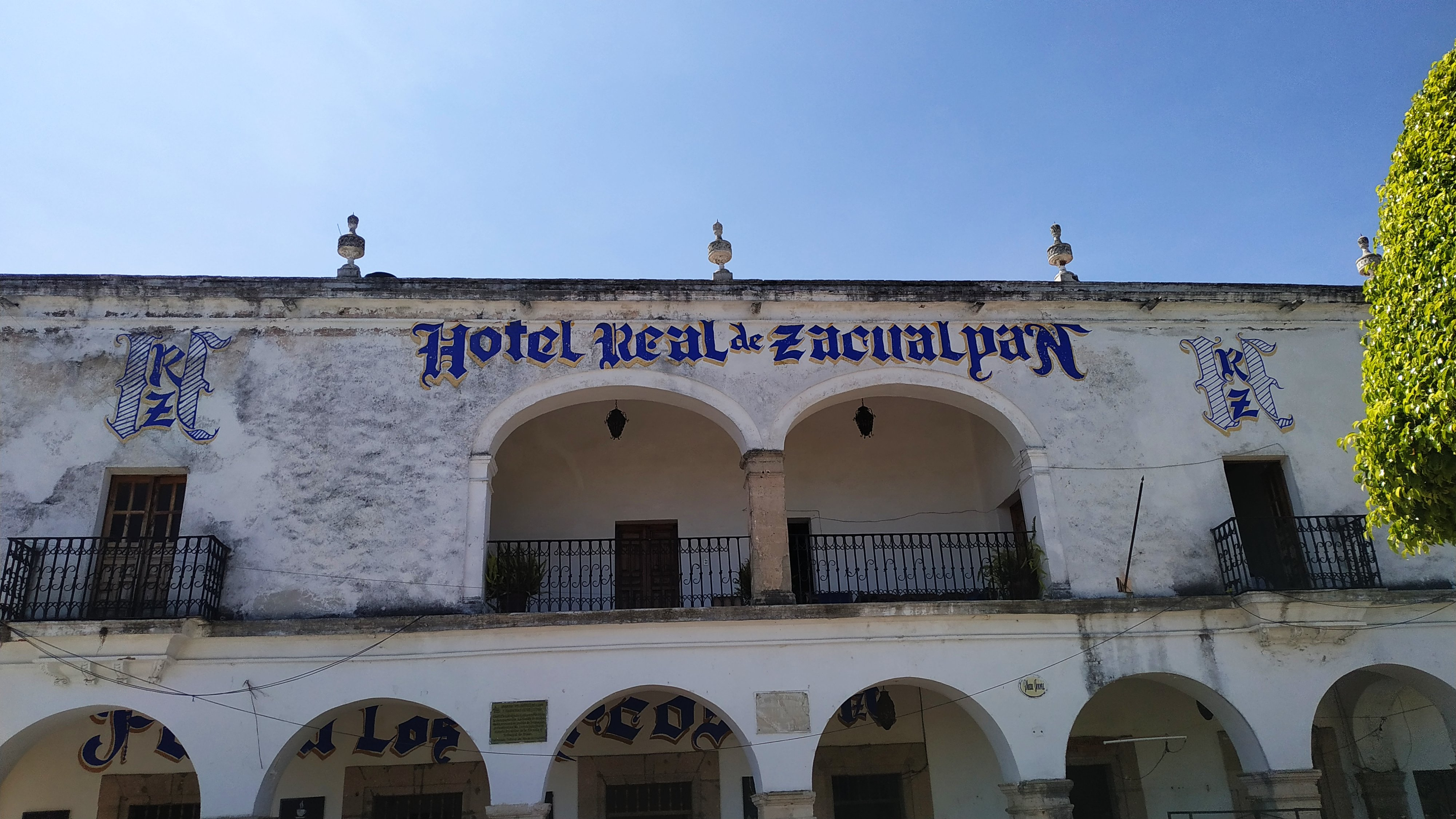
Hotel Real de Zacualpan

En 1522 estos señoríos se les concedieron por parte de la Corona Española a Juan Saucedo como encomienda. Y para 1524 se empezó a cristianizar la región del actual municipio de Zacualpan.
Siendo el año de 1532 empezaron a llegar los esclavos negros para trabajar en las minas, hasta la fecha, fue trabajada por los indios esclavos y los pertenecientes a la encomienda. A su vez en 1536 llegan al Real de minas de Zacualpan los primeros maestros del Sacro Imperio Romano Germánico principalmente del área alemana, expertos en las artes minero-metalúrgicas, que fueron enviados por la Casa Fugger y autorizados por el Emperador Carlos V. Dirigen las primeras obras mineras al estilo europeo y fundan la primera fundición metalúrgica con implementos y técnicas europeas.
De 1550 a 1552 hubo la prohibición real de esclavitud de los indios; se les liberó en todo el territorio novohispano. En cambio entraron a trabajar a las minas a lo que fue conocido como los "indios de tanda o repartimiento", que venían desde pueblos ubicados a un radio de 20 leguas. En 1562 se introduce las primeras haciendas de amalgamación en el territorio y empieza un terrible etnocidio.

En 1581 se le segregaron a la jurisdicción del Real de Zacualpan y del Real de Tezicapán, los antiguos señoríos mexicas-couxicas de Pilcaya, Nochtepec y Tetipac, para agregarlos a la jurisdicción de la población de Taxco que era el Real de Bonanza.

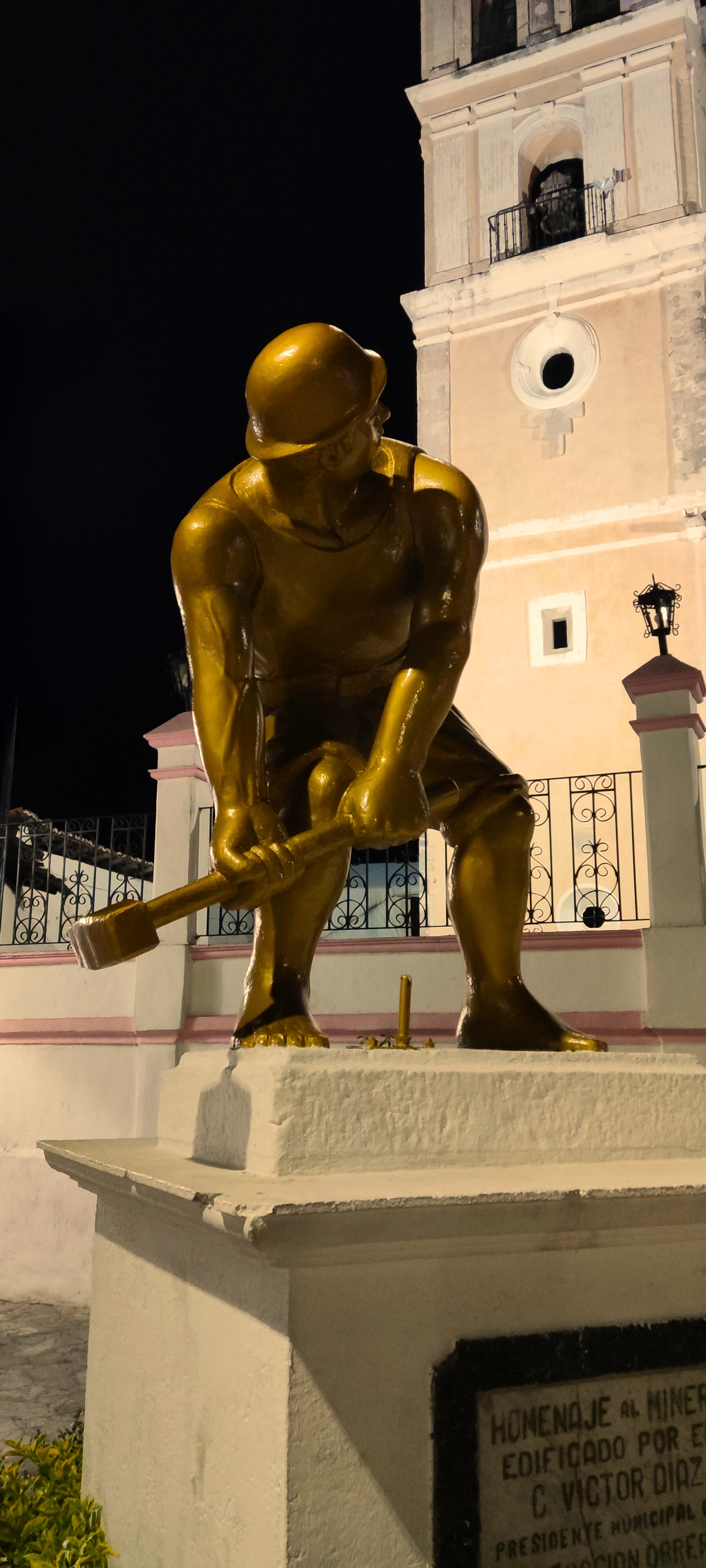
Monumento al Minero

La producción minera de la región para fines del siglo XVI llegaba a 23 fundiciones-haciendas con propulsión hidráulica y tres de propulsión animal.
Durante los primeros años del siglo XVII, la jurisdicción del Real de Minas de Zacualpan cae en decadencia, pues fue afectado por la fluctuación del precio de la plata que bajo considerablemente y hubo una escasez de mercurio; a mediados del siglo empiezan a recuperarse la economía minera de la región de Zacualpan y también fueron descubiertas nuevas vetas y la creación de minas de oro en las serranías, este descubrimiento lo bautizan como las minas de Alba de Liste, en honor al virrey de la Nueva España, Luis Enríquez de Guzmán Conde de Alba de Liste.
En el siglo XVIII fue conocido como el Siglo de la Plata por el desarrollo que alcanzó la industria minera en la primera parte del siglo en la zona, pero a mediados de siglo en la región de la provincia de la Plata, la población sufrió una epidemia de peste y en consecuencias por lo accidentado del territorio se produjeron hambrunas, lo cual recayó en toda la economía.

Debido a los cambios ocurridos en la casa real española que pasó de las manos de los Habsburgo a la Casa de Borbón. Tiende a mejorar la economía minera en toda la Nueva España debido a la revolución minera colonial, por la introducción al Virreinato de la técnica alemana de hacer tiros y tumbes de mineral por medio de la pólvora en barrenos dentro de las minas, esta técnica llegó a Zacualpan en 1761, la producción fue tan abundante que se tuvieron que modificar las instalaciones metalúrgicas llamado proceso de patio.

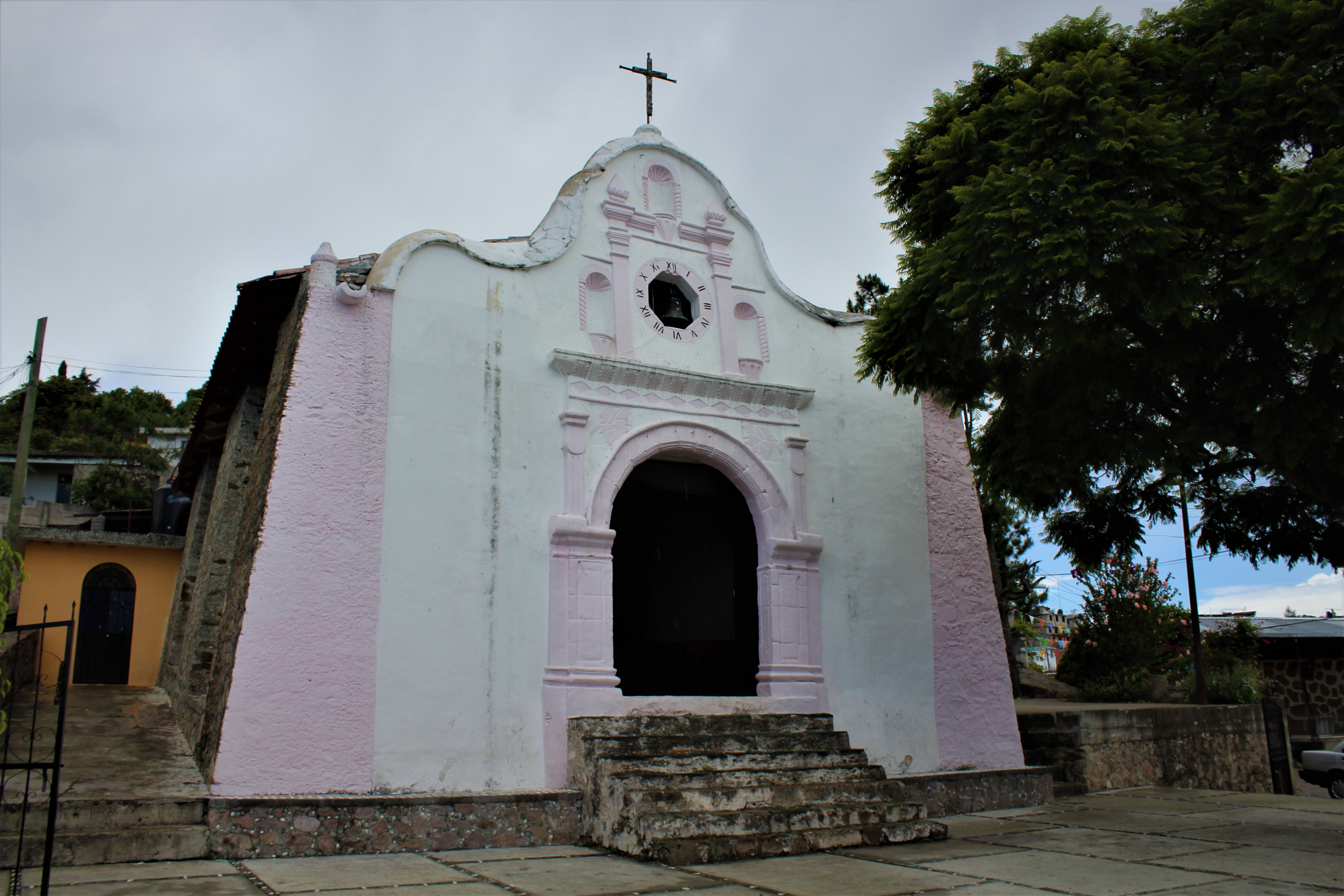
Templo del Sr. de los Cardenales

En 1821, Pedro Ascencio lideró un levantamiento en Zacualpan, pero fue asesinado en 1821. El centralismo se instauró en 1835, y Zacualpan experimentó cambios políticos en el siglo XIX. Durante la Revolución, hubo actividad minera, pero para 1930, la población no hablaba ningún dialecto.
El pasado minero y las transformaciones históricas han dejado una marca indeleble en Zacualpan, que ha evolucionado desde su pasado prehispánico hasta convertirse en un municipio con una historia rica y compleja.

## Centros turísticos
En Zacualpan es posible observar varias construcciones antiguas que datan del siglo XVI, tan solo con visitar el centro y admirar la Casa del Encomendero (actual Hotel), el convento (actual Presidencia Municipal), y también está la primera capilla fundada por los españoles la Capilla del Señor de los Cardenales, en el barrio de San José. 
El Parque Ecoturístico Picacho de Oro y Plata cuenta con senderos para bicicleta y caminata, además de alberca, ríos para darse un chapuzón o admirar desde su puente colgante. Si lo deseas puedes lanzarte en su impresionante tirolesa de más de 500 metros de longitud, con vistas increíbles a gran altura.

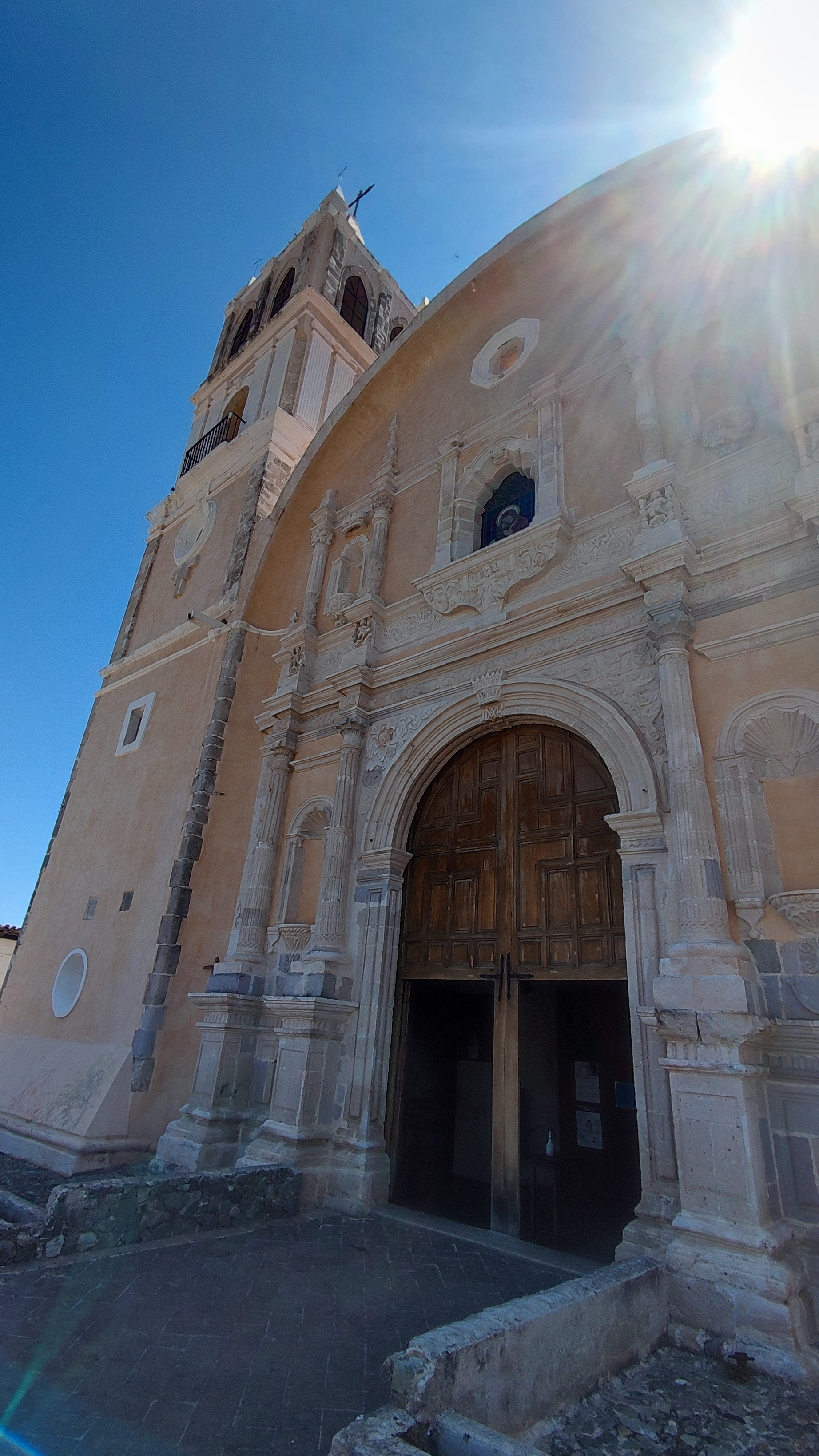
Templo de la Inmaculada Concepción

- Templo de San José, construido en 1529. Aquí se afirma que fueron llevados a cabo los rituales mortuorios del cuerpo del último emperador Mexica, Cuauhtémoc,
- Parroquia de La Inmaculada Concepción, su construcción data del siglo XVI por mandato de Fray Juan de Zumárraga, Arzobispo de México.
- Santuario del Señor de Chalma Mamatla, construida en 1592 siglo XVI, su estilo es barroco y el material utilizado es picado de cantera. Aquí se venera al Señor de Chalma durante la semana de Pascua, una festividad con tradiciones centenarias muy arraigadas y de gran proyección en toda la región.
- Santuario del Señor de Zacualpilla, construido en el siglo XVI. En la parte frontal tiene dos escudos que confirman la presencia de los franciscanos.

### Sitios emblemáticos
- Templo de Mamatla
- Santuario de Zacualpilla
- Templo del Barrio de San José
- Monumento del Minero
- Iglesia de la Inmaculada Concepción (cabecera municipal)
- Casa de Cultura Joaquín Velázquez Cárdenas y de León.
- Templo de La Natividad Gama de la Paz

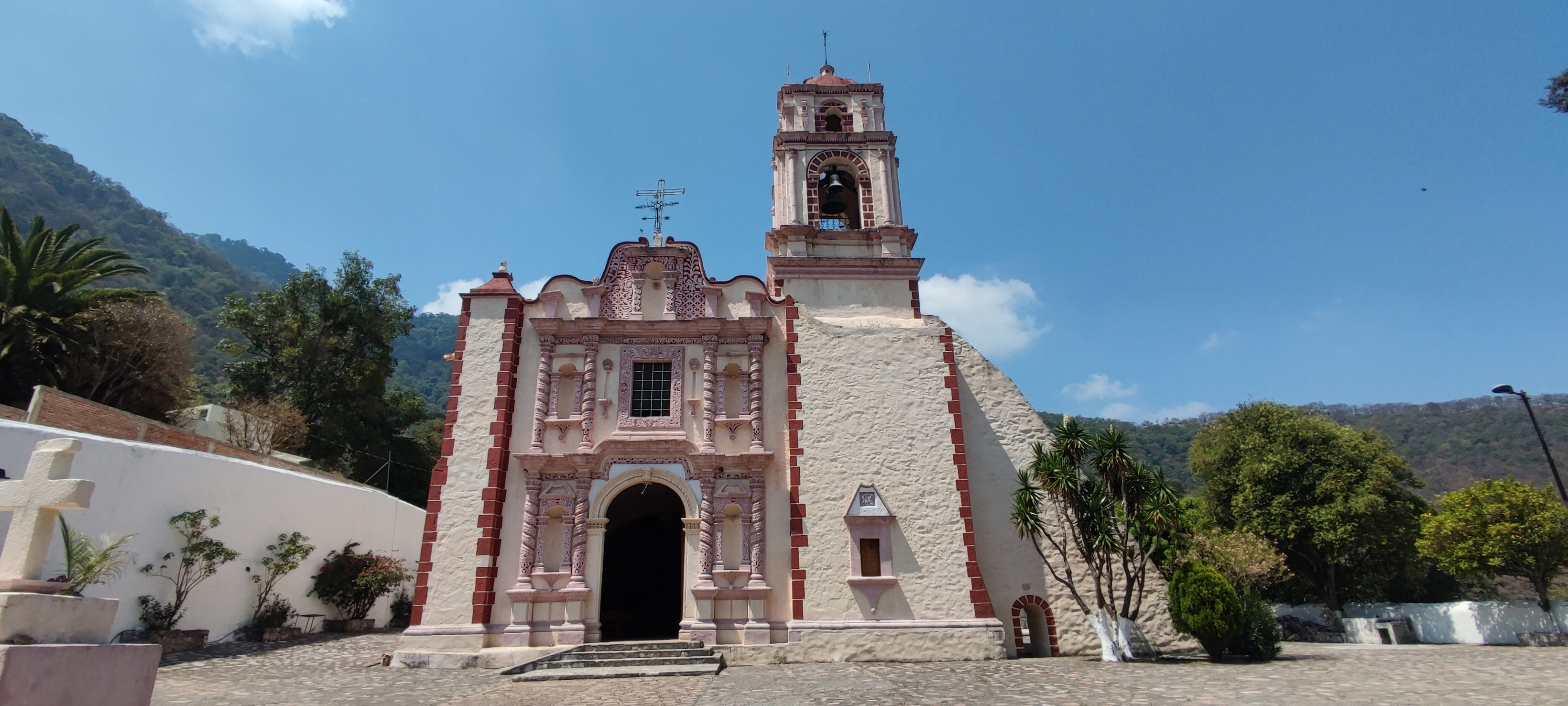
Templo del Señor de Chalma Mamatla

### Sitios Naturales
- Piedra Grande
- Piedra Parada
- Ruinas de la exhacienda de Zaragoza
- Exhacienda de la Natividad de los Gama
- Exhacienda de Santiago
- Exhacienda el Progreso
- Exhacienda el Calvario
- Ríos de Apetlahuacán
- Parque ecoturístico Picacho de Oro y Plata

## Personajes Ilustres

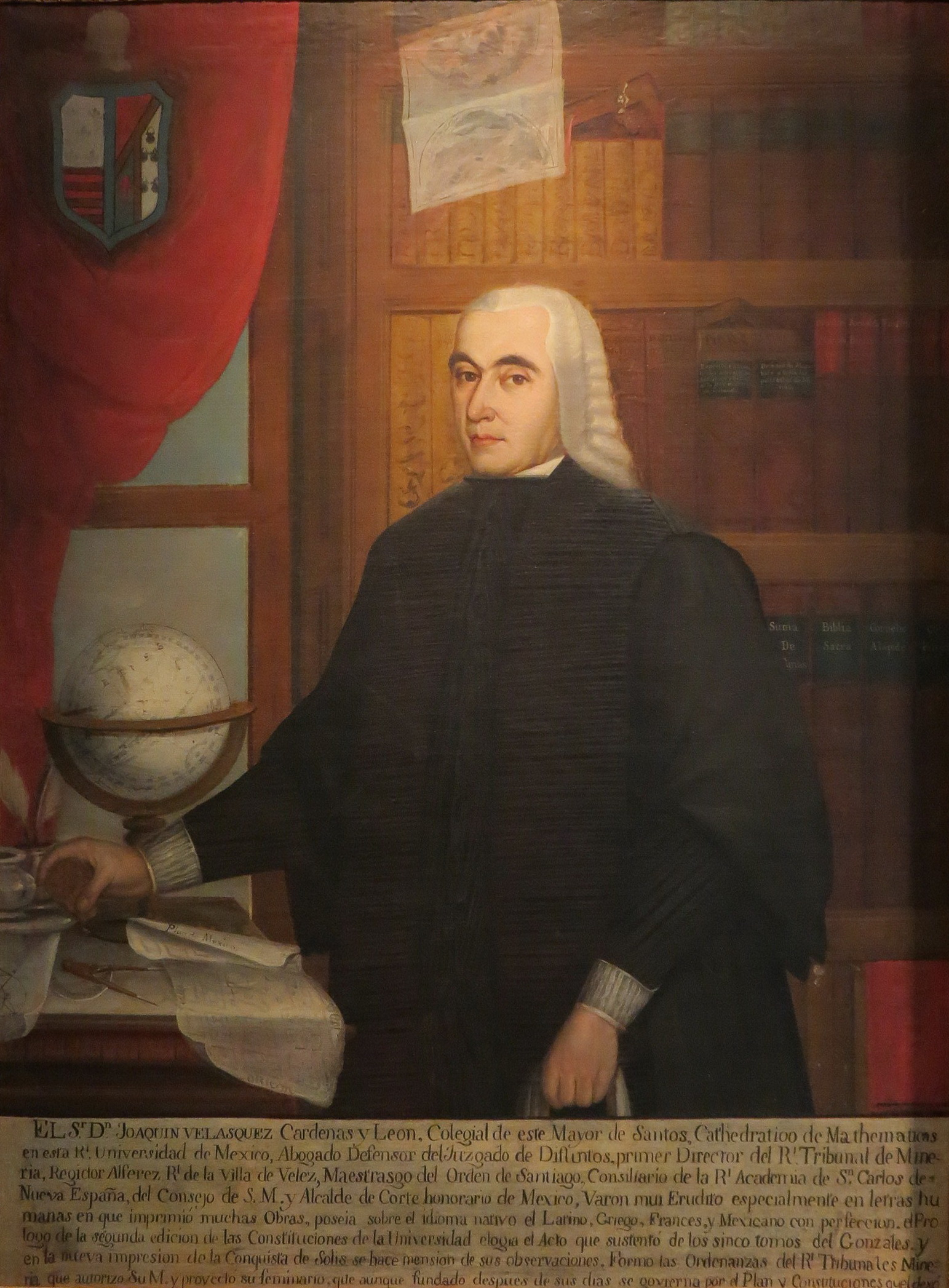
Don Joaquín Velázquez de León

- Joaquín Velázquez Cárdenas y de León (1732-1786) fue un distinguido catedrático de la Universidad de México, enseñó física y matemáticas, además de desempeñarse como astrónomo, geodesta y experto en asuntos mineros. Contribuyó a la reforma minera, siendo el primer director general del Real Tribunal de Minería. Velázquez Cárdenas verificó la exactitud de la vara mexicana, lideró la construcción de la galería de desagüe de los lagos del valle de México y realizó un corte estratigráfico, interpretando correctamente la cuenca del valle.
- Pedro Ascencio de Alquisiras (fallecido el 3 de junio de 1821) se destaca como el primer presidente municipal de Zacualpan y un destacado guerrillero durante la independencia de México, empleando tácticas de guerra de guerrillas.
- Gonzalo Castañeda Escobar (1868-1947) fue un célebre médico "El Príncipe de la Clínica," miembro fundador y primer presidente de la Academia Mexicana de Cirugía.[9]

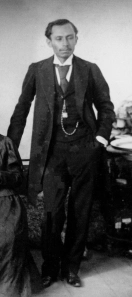
Dr. Gonzalo Castañeda Escobar

- Dr. Gonzalo Castañeda EscobarClemente Díaz de la Vega, oriundo de Zacualpan, fue un destacado autor, fundador de la primera radiodifusora en Toluca, periodista y orador político.
- Guillermo Ménez Servín (1904-1966), un brillante profesor y director de varias instituciones educativas, se destacó como autor de obras didácticas y poemas.
- Regino Vivero Ronces, nacido en 1925, fue un médico distinguido por ser el primero en implantar un riñón en México.
- Eudoxia Calderón Gómez, nacida en 1917, recibió reconocimientos por su destacada labor en la docencia en el Estado de México.
- Edmundo Calderón, pintor autodidacta, ha exhibido sus obras en exposiciones colectivas e individuales a nivel nacional e internacional.
- Ignacio Barrios Prudencio, destacado pintor acuarelista, ha participado en exposiciones en diferentes países del mundo.[6]

## Gastronomía
Dentro de sus platos más distintivos se encuentran el mole rojo o verde acompañado de tamales de frijol o haba, junto con tortillas hechas a mano. Otros manjares incluyen el jumil en salsa, carne de cerdo o mole de olla, así como variedades de atole como el de maíz, frijol, ciruela y arrayán. También se destaca la pancita o menudo.